# Sinfonia antartica
Sinfonia antartica è il titolo italiano dato dal compositore inglese Ralph Vaughan Williams alla sua settima sinfonia.

## Storia
Vaughan Williams compose la musica per il film La tragedia del capitano Scott nel 1947 e fu così ispirato dall'argomento che inserì gran parte della musica in una sinfonia. Iniziò a scrivere il pezzo nel 1949 e la composizione fu completata nel 1952, con una dedica a Ernest Irving. La prima esecuzione ebbe luogo il 14 gennaio 1953 a Manchester con Sir John Barbirolli alla direzione della Hallé Orchestra; il soprano solista era Margaret Ritchie. L'anteprima americana fu eseguita da Rafael Kubelík alla guida della Chicago Symphony Orchestra il 2 aprile 1953.

## Orchestrazione
Il lavoro è scritto per un grande complesso orchestrale così composto:
- Legni: tre flauti (3° anche ottavino), due oboi, corno inglese, due clarinetti, clarinetto basso, due fagotti, controfagotto
- Ottoni: quattro corni, tre trombe, tre tromboni, tuba
- Percussioni: timpani, rullante, grancassa, piatti, triangolo, gong, campane, xilofono, glockenspiel, vibrafono, macchina del vento
- Tastiere: celesta, pianoforte, organo (nel terzo movimento)
- Archi: arpa e strumenti ad arco.

C'è anche un coro femminile  (SSA) in tre parti senza parole e un soprano solista, che cantano solo nel primo e nell'ultimo movimento.

## Analisi della composizione
Una esecuzione tipica dura circa 45 minuti. Ci sono cinque movimenti. Il compositore ha specificato che il terzo movimento porta direttamente al quarto. La partitura include una breve citazione letteraria all'inizio di ogni movimento. A volte vengono declamati nell'esecuzione (e nelle registrazioni), sebbene il compositore non abbia detto che erano destinati a far parte dell'esecuzione dell'opera.
1. Preludio: Andante maestoso
(citazione da Shelley, Prometheus Unbound))
2. Scherzo: Moderato
(citazione dal Salmo 104, Verso 26)
3. Paesaggio: Lento
(citazione da Coleridge, Hymn before Sunrise, in the vale of Chamouni)
4. Intermezzo: Andante sostenuto
(citazione da Donne, The Sun Rising)
5. Epilogo: Alla marcia, moderato (non troppo allegro)
(citazione da Captain Scott's Last Journal)
Occasionalmente nelle esecuzioni e nelle incisioni vengono recitate le citazioni letterarie prima di ogni movimento, in particolare la prima registrazione di Sir Adrian Boult per la Decca con Sir John Gielgud (supervisionata dal compositore) nel 1954 e di André Previn per la RCA con Sir Ralph Richardson. Bisogna però fare attenzione, perché il compositore ha dato istruzioni che il terzo movimento debba condurre direttamente al quarto senza una pausa. Le note finali del terzo movimento possono essere sostenute quando viene letta la soprascritta del quarto movimento, garantendo in tal modo che la musica non venga mai interrotta. L'effetto è particolarmente notevole, e presumibilmente con intenzione, dal momento che per gli altri quattro movimenti le loro soprascritte vengono lette prima dell'inizio di ogni movimento. La terrificante grandiosità del terzo movimento è quindi rinviata nell'interludio agrodolce. La registrazione di Previn è la più accurata al riguardo. Le citazioni non furono recitate alla première, alla quale era presente Vaughan Williams, o nella successiva registrazione fatta dalle stesse forze orchestrali.

## Incisioni
- Barbirolli—Ritchie (sop)—Hallé Choir—Hallé. HMV ALP 1102 (Free Trade Hall, June 15–16, 1953)
- Boult—Gielgud (narr)—Ritchie (sop)—LP Choir—LPO. Decca LXT 2912 (Kingsway Hall, Dec. 10–11, 1953)
- Previn—Richardson (narr)—Harper (sop)—Ambrosian Singers—LSO. RCA Victor SB 6736 (Kingsway Hall, Sept. 14–16, 1967)
- Boult—Burrowes (sop)—LP Choir—LPO. HMV ASD 2631 (Kingsway Hall, Nov. 18–21, 1969)
- Cox—Pierce (mezzo)—ASO Women's Chorus—American SO ( + music by Mendelssohn). CRQ Editions CD 251 (Carnegie Hall, April 13, 1970)
- Haitink—Armstrong (sop)—Ladies of the LP Choir—LPO ( + Symphony No. 5). LPO-0072 (Royal Festival Hall, Nov. 27, 1984)
- Haitink—Armstrong (sop)—LP Choir—LPO. EMI CDC 7 47516 2 (Abbey Road, Nov. 28–29, 1984)
- Rozhdestvensky—Dof-Donskaya (sop)—USSR State Chamber Choir—USSR StSO ( + Symphony No. 6). Melodiya CD 10-02170-5 (Philharmonia Building, Leningrad, April 28, 1989)
- Thomson—Bott (sop)—LS Women's Chorus—LSO ( + Toward the Unknown Region). Chandos CHAN 8796 (St Jude-on-the-Hill, Hampstead, June 19–22, 1989)
- Handley—Hargan (sop)—Liverpool Philharmonic Choir—RLPO ( + Serenade to Music). EMI Eminence CD EMX 2173 (Philharmonic Hall, Liverpool, April 1990)
- Slatkin—Hohenfeld (sop)—Philharmonia Women's Chorus—Philharmonia ( + Five Variants of ‘Dives and Lazarus’). RCA Victor Red Seal 09026-61195-2 (Abbey Road, Nov. 28–29, 1991)
- Leppard—Labelle (sop)—women's chorus—Indianapolis SO ( + Fantasia on a Theme by Tallis). Koss Classics KC 2214 (April 27–29, 1992)
- Davis-A—Rozario (sop)—BBC Symphony Chorus—BBC SO ( + A Pastoral Symphony). Teldec 0630-13139-2 (St Augustine's Church, London, March 1996)
- Bakels—Russell (sop)—Waynflete Singers—Bournemouth SO ( + Symphony No. 8). Naxos 8.550737 (Poole Arts Centre, Sept. 6–7, 1996)
- Davis-A—Eriksmoen (sop)—Grieg Kor—Bergen Phil Choir—Bergen Phil (+ Concerto in C for 2 Pianos and Orchestra + Four Last Songs). Chandos CHSA 5186 (Grieghallen, Bergen, Jan. 30 to Feb. 2, 2017)